# Miraklet (TV-serie)
Miraklet (italienska: Il miracolo) är en italiensk dramaserie från 2018. Serien har svensk premiär på SVT1 och SVT Play den 27 juni 2020. Den första säsongen består av åtta avsnitt.
Serien är regisserad av Niccolò Ammaniti, Francesco Munzi och Lucio Pellegrini. Ammaniti har även vatit delaktig i att skriva seriens manus.

## Handling
När en italiensk specialstyrka gör ett tillslag mot en maffialedares gömställe gör de en märklig upptäckt. En madonnastaty  som gråter blod. Är den gråtande madonnan ett tecken på Guds existens eller kanske en allvarlig varning till mänskligheten? Handlar det om ett trick eller rör det sig om ett mirakel?

## Rollista (i urval)
- Guido Caprino - Fabrizio Pietromarchi
- Elena Lietti - Sole Pietromarchi
- Lorenza Indovina - Clelia
- Denis Fasolo - Antonio
- Alba Rohrwacher - Sandra Roversi